# Condado de Montour
El condado de Montour, en inglés Montour County, fundado en 1850 es uno de 67 condados en el estado estadounidense de Pensilvania. En el 2000 el condado tenía una población de 18.236 habitantes en una densidad poblacional de 54 personas por km². La sede del condado es Danville.

## Geografía
Según la Oficina del Censo, el condado tiene un área total de 342 km² (132 mi²), de la cual 339 km² (130,9 mi²) es tierra y 5 km² (1,9 mi²) (1.17%) es agua.

### Condados adyacentes
- Condado de Lycoming (norte)
- Condado de Columbia (este)
- Condado de Northumberland (suroeste)

## Demografía
Según el censo de 2000, había 18,236 personas, 7,085 hogares y 4,817 familias residiendo en la localidad. La densidad de población era de 54 hab./km². Había 7,627 viviendas con una densidad media de 23 viviendas/km². El 96.67% de los habitantes eran blancos, el 1.01% afroamericanos, el 0.07% amerindios, el 1.28% asiáticos, el 0.38% isleños del Pacífico, el 0.38% de otras razas y el 0.59% pertenecía a dos o más razas. El 0.92% de la población eran hispanos o latinos de cualquier raza.

## Localidades

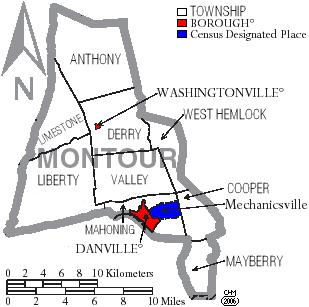
Localidades del condado de Northumberland.

### Boroughs
Danville |
Washingtonville 

### Municipios
Anthony |
Cooper |
Derry |
Liberty |
Limestone |
Mahoning |
Mayberry |
Valley |
West Hemlock 

### Lugares designados por el censo
Mechanicsville 

### Áreas no incorporadas
Mexico